# 交響曲第7番 (ドヴォルザーク)
交響曲第7番 ニ短調 作品70, B. 141 は、アントニン・ドヴォルザークが1884年から1885年にかけて作曲した交響曲。かつては出版順により『交響曲第2番』と呼ばれていた。
それまで発表されてきた交響曲とはやや趣が異なり、スラヴ的な雰囲気を残しつつも内省的で普遍的な音楽として仕立てることに成功しており、作曲者自身この曲を「本格的なもの」と呼んでいる。『第9番 ホ短調《新世界より》』（作品95, B. 178）ほどではないが、『第8番 ト長調』（作品88, B. 163）と共にドヴォルザークの交響曲では良く取り上げられる楽曲である。

## 概要
ドヴォルザークは1884年3月に、ロンドン・フィルハーモニック協会の招きで初めてロンドンを訪れたが、ロンドンではすでに『第6番 ニ長調』（作品60, B. 112）が好評を博しており、ドヴォルザークは熱狂的な大歓迎を受けた。帰国後ほどなくして、フィルハーモニック協会の名誉会員に選ばれたとの知らせと新作交響曲の依頼を受けた。前年の1883年にヨハネス・ブラームスの『交響曲第3番 ヘ長調』の初演を聴いて新たな交響曲の作曲に意欲を抱いていたドヴォルザークは、ロンドンからの申し出をただちに承諾した。9月に再度渡英し、帰国後の12月13日から交響曲に着手し、1885年3月17日に完成した。同年4月に三たび渡英し、4月22日にセント・ジェームズ・ホールで初演の指揮を執っている。この演奏会は大成功で、ウィーンでハンス・リヒターが、ドイツではハンス・フォン・ビューローが相次いでこの曲を採り上げた。

## 楽器編成
- 木管楽器
  - フルート 2（第3楽章でピッコロ持ち替え[1]）
  - オーボエ 2
  - クラリネット 2
  - ファゴット 2
- 金管楽器
  - ホルン 4
  - トランペット 2
  - トロンボーン 3
- 打楽器
  - ティンパニ
- 弦五部
  - 第1ヴァイオリン
  - 第2ヴァイオリン
  - ヴィオラ
  - チェロ
  - コントラバス

## 曲の構成
全4楽章、演奏時間は約37分。主調が平行調である点や、第1楽章、第4楽章の拍子、第2楽章の楽器法などから、ブラームスの第3番からの影響を指摘する見解もある。
- 第1楽章 アレグロ・マエストーソ
ニ短調、8分の6拍子、ソナタ形式。

ニ音の持続音と遠雷を思わせるティンパニの響きに乗り、ヴィオラとチェロによって暗い第1主題が提示されるが、これは反ハプスブルクの祭典に参加するために、ハンガリー[3]からの愛国者達が乗った列車がプラハ駅に到着する情景からイメージを得たと言われている。この後に序曲『フス教徒』（作品67, B. 132）の主題に由来する動機が表れる。第2主題は変ロ長調、フルートとクラリネットが提示する穏やかなもので、弦楽器の小結尾主題が続く。これまでに見られた提示部の反復指定はなく、木管が第1主題を次々に奏して展開部が開始する。次に力強く第2主題が登場し、一旦静まり第1ヴァイオリンが第2主題をさびしげに奏してゆく。木管に第1主題が戻ると、徐々に熱を帯びながらクライマックスを形成し、その頂点で第1主題が再現される。第2主題は繰り返されずに小結尾となる。再現部は全体的に圧縮されている。長いコーダでは第1主題が激しく回想され、この楽章の頂点ともいうべき劇的なクライマックスを築いてゆく。気分が静まり、最後はホルンが第1主題を静かに奏でて終わる。

- 第2楽章 ポコ・アダージョ
ヘ長調、4分の4拍子、自由な三部形式。

クラリネット、オーボエ、ファゴットが対位法的に絡み内省的で穏やかなコラール風の導入句を奏でた後、フルートとオーボエによる主要主題が始まる。続いてヴァイオリンとチェロによる副次的な旋律が表情豊かに続いてゆく。これが発展して主部が終わる。
中間部はホルンの奏でる愛らしい牧歌的な主題が出て、クライマックスが築かれる。クラリネットとホルンの応答の後、フルートとファゴットが残り、チェロが主要主題を奏して主部が回帰する。第1ヴァイオリンで副次旋律も続くが、さらに対位法的に複雑に処理されてゆく。これがひとしきりクライマックスを築いてから静まると、オーボエが導入句を再現し、木管が応答しながら消え入るように終わる。

- 第3楽章 スケルツォ：ヴィヴァーチェ - ポコ・メノ・モッソ
ニ短調、4分の6拍子、三部形式。

弦楽器が特徴的なチェコの民族舞曲であるフリアントのリズムを刻む中、ファゴットとチェロが主題を提示する。
中間部はト長調に転じて速度を落とし、明るいカノンを思わせる音楽。更に対位法的処理と展開的様相を見せる。第3部ではやや簡略化される代わりに長いコーダが付けられている。

- 第4楽章 フィナーレ：アレグロ
ニ短調、2分の2拍子（アラ・ブレーヴェ）、ソナタ形式。

第1主題はクラリネットとホルンによるうごめくような主題、第2主題はイ長調、チェロによって演奏される民謡風のもので、好対照をなしている。展開部ではこれらの主題に提示部の最後でヴァイオリンが演奏する小結尾主題とが対位法的に処理される。やや変形された再現部の後コーダとなるが、ここでは小結尾主題を扱って盛り上げたところで第1主題の冒頭部分を力強く奏でて速度を上げると、「モルト・マエストーソ」と指示されたニ長調のパートに転じて速度を緩め、変形された第1主題を壮大に演奏して、ニ長調で全曲を閉じる。